# SET-XV (航空機)
SET-XV
- 用途：戦闘機
- 分類：戦闘機、練習機
- 設計者：ケオルギ・ゼムフェレスク
- 製造者： SET社
- 運用者： ルーマニア空軍
- 初飛行：1934年
- 運用状況：不採用

SET-XVは、ルーマニアのSET社(Fabrica de Avioane Societatea pentru Exploatâri Technice)の設計した戦闘機。

## 概要
新しい国産戦闘機の設計作業は、エンジニアのゲオルギ・ゼムフェレスクによって1933年に始められた。翌年早くも原型機が初飛行した。この機体はフランス製ノーム・エ・ローヌ 9Krsdエンジンを搭載し、ヴィッカース製7.62 mm機銃2 門を搭載していた。SET-XVは、同じく国産のIAR-15やIAR-16とともに戦闘機の選定試験に入ることが予定されていた。しかしながら、ポーランドでPZL製の戦闘機P.11に関する試験が入念に行われた結果、軍ではまったく別の選択がなされた。ルーマニア航空隊の戦闘機としてはP.11が選出され、その派生型P.11fはルーマニア国内でもライセンス生産された。選定に漏れたSET-XVのその後については、まったく知られていない。

## スペック
- 初飛行：1934年
- 翼幅：9.40 m
- 全長：7.00 m
- 全高：3.35 m
- 翼面積：18.65 m2
- 空虚重量：1150 kg
- 通常離陸重量：1550 kg
- 発動機：ノーム・エ・ローヌ 9Krsd レシプロエンジン × 1
- 出力：500 馬力
- 最高速度：340 km/h
- 最高速度(地表高度)：286 km/h
- 巡航速度：264 km/h
- 実用航続距離：520 km
- 実用飛行上限高度：9,400 m
- 乗員：1 名
- 武装：ヴィッカース製7.7 mm機銃 × 2